# Jeumpa Sikureung
Jeumpa Sikureung is een bestuurslaag in het regentschap Bireuen van de provincie Atjeh, Indonesië. Jeumpa Sikureung telt 337 inwoners (volkstelling 2010).